# حديث جبريل
حديث جبريل عليه السلام. هو حديث يتضمن تعريفًا لأركان الدين الإسلام والإيمان والإحسان، وعلامات يوم القيامة وفقًا لعقيدة المسلمين. رُوي ذلك عن الصحابيَّيْن عمر بن الخطاب وأبو هريرة. ورد الحديث في كل من صحيح البخاري وصحيح مسلم والأربعين النووية.
يُعتبر من الأحاديث التي عليها مدار الدين ذكر ابن رجب في كتاب جامع العلوم والحكم أنّ فيه كثير من الأحكام والفوائد والمسائل.

## الحديث

### روايةعمر بن الخطاب
روى مسلم في كتابه صحيح مسلم قال:

### روايةأبو هريرة
روى البخاري في كتابه صحيح البخاري قال:

## الحديث في كتب الحديث
- حديث جبريل عن عمر انفرد بإخراجه مسلم عن البخاري، واتَّفقا على إخراجه من حديث أبي هريرة، والإمام النووي بدأ أحاديث الأربعين بحديث عمر إنَّما الأعمال بالنيات، وهو أوَّل حديث في صحيح البخاري، وثنَّى بحديث عمر في قصة مجيء جبريل إلى النَّبيِّ، وهو أوَّل حديث في صحيح مسلم، وقد سبقه إلى ذلك الإمام البغوي في كتابيه شرح السنة ومصابيح السنَّة، فقد افتتحهما بهذين الحديثين.
- الحديث هو أوَّل حديث في كتاب الإيمان من صحيح مسلم، وقد حدَّث به عبد الله بن عمر عن أبيه.[8]

## الكتب المؤلفة في الحديث
- شرح حديث جبريل في تعليم الدِّين: تأليف: عبد المحسن بن حمد العباد البدر.[9]
- شرح حديث جبريل عليه السلام: تأليف محمد بن صالح العثيمين.[10]
- شرح حديث جبريل في الإسلام والإيمان والإحسان (الإيمان الأوسط): تأليف ابن تيمية.[11]
- شرح حديث جبريل عليه السلام: تأليف ابن رجب الحنبلي.[12]
- شرح حديث جبريل عليه السلام: تأليف صالح الفوزان.
- شرح حديث جبريل المسمى هداية الطالبين في بيان مهمات الدين: الإسلام والإيمان والإحسان: تأليف زين بن إبراهيم بن سميط.[13]
- الإكليل في شرح حديث جبريل عليه السلام: محمد بن رياض الاحمد السلفى الاثرى.